# Elecciones al Parlamento Europeo de 1999 (Portugal)
En las elecciones al Parlamento Europeo de 1999 en Portugal, celebradas en junio, se escogió a los 25 representantes de dicho país para la quinta legislatura del Parlamento Europeo.

## Resultados
| Datos de participación | Datos de participación | Datos de participación |
| ---------------------- | ---------------------- | ---------------------- |
| Censo electoral        | 8.695.600              | 100%                   |
| Votantes               | 3.480.948              | 40,0                   |
| Abstención             | 5.214.652              | 60,0                   |
| Válidos                | 3.427.703              |                        |
| A candidatura          | 3.364.130              | 98,1                   |
| Blancos                | 63.573                 | 1,9                    |

| ← Elecciones al Parlamento Europeo de 1999 →       |                 |           |       |         |
| Partido                                            | Cabeza de lista | Votos     | %     | Escaños |
| Partido Socialista (PS)                            | Mário Soares    | 1.498.820 | 44,55 | 12      |
| Partido Social Demócrata (PSD)                     | Pacheco Pereira | 1.081.298 | 32,14 | 9       |
| Coalición Democrática Unitaria (CDU)               | Ilda Figueiredo | 358.404   | 10,65 | 2       |
| Centro Democrático Social-Partido Popular (CDS-PP) | Paulo Portas    | 283.397   | 8,42  | 2       |
| Bloque de Izquierda (BE)                           | Miguel Portas   | 62.067    | 1,84  | 0       |
| PCTP/MRPP                                          | Garcia Pereira  | 30.515    | 0,91  | 0       |
| Partido Popular Monárquico (PPM)                   |                 | 16.219    | 0,48  | 0       |
| Movimiento y Partido de la Tierra (MPT)            |                 | 13.964    | 0,42  | 0       |
| Partido de la Solidaridad Nacional (PSN)           |                 | 8.810     | 0,26  | 0       |
| Partido Obrero de la Unidad Socialista (POUS)      |                 | 5.560     | 0,17  | 0       |
| Partido Democrático del Atlántico (PDA)            |                 | 5.076     | 0,15  | 0       |